# پوپوویچ (راچا)
پوپوویچ (به صربی: Popović) یک منطقهٔ مسکونی در صربستان است که در راچا واقع شده‌است. پوپوویچ ۴۱۲ نفر جمعیت دارد.